# Myzomela vulnerata
Myzomela vulnerata là một loài chim trong họ Meliphagidae.
Nó được tìm thấy trên đảo Timor. Môi trường sống tự nhiên của nó là các khu rừng khô nhiệt đới hoặc cận nhiệt đới.